# Kurt Busiek
Kurt Busiek est un scénariste de comic-books américain, né en 1960.

## Biographie

### Les débuts
Kurt Busiek découvre les comics à l'adolescence. D'abord fan de bandes dessinées européennes (telles que Asterix ou Tintin), il lit un épisode de Daredevil vers l'âge de 13 ans. Fasciné par l'importante continuité de l'univers Marvel (références au passé des héros, personnages communs à plusieurs séries etc.), il devient fan de super-héros. Avec son ami Scott McCloud (qui deviendra lui aussi auteur de comics), ils se mettent en tête d'écrire et dessiner leurs propres histoires.
Après le lycée, Busiek tente pour la première fois de proposer des scénarios aux éditeurs de comics. Rencontrant Dick Giordano (alors responsable éditorial de DC Comics) dans le cadre de ses études, il entre en contact avec plusieurs éditeurs de la maison. Il écrit ainsi deux histoires courtes pour la série Green Lantern. Par la suite, il propose des scénarios à Dennis O'Neil, alors éditeur chez Marvel. Il devient le scénariste de Power Man & Iron Fist mais sa prestation ne parvient pas à augmenter les ventes. Il est renvoyé au bout d'un an.

### Le succès de Marvels
Pendant de nombreuses années, Busiek multiplie les collaborations sur des séries secondaires, tentant de se faire remarquer. Il écrit pour toutes sortes d'éditeurs pour des héros aussi variés que Spider-Man, Mickey Mouse ou Vampirella ! Ce n'est qu'en 1993 qu'il devient un auteur reconnu. Coauteur de Marvels (avec l'artiste peintre Alex Ross), il raconte la vie d'un humain ordinaire au milieu des super-héros de l'Univers Marvel. Busiek est salué pour sa connaissance de l'histoire des super-héros, son attention porté à l'homme de la rue et l'ambiance intimiste de l'histoire. Ce projet fait de Busiek l'auteur des projets "historiques". Il écrit par exemple Untold Tales Of Spider-Man (série située dans le passé du super-héros) qui lui vaut également les louanges de la critique. À partir de 1998, il devient un des piliers de Marvel, relançant des séries comme Thunderbolts, Iron Man ou  The Avengers.

### Les projets personnels
Le succès de Marvels donne également à Busiek l'envie de créer ses propres personnages. Associé à Alex Ross (qui réalise les designs des personnages et toutes les couvertures) et au dessinateur Brent Anderson, il lance Astro City, une saga très ambitieuse racontant l'histoire d'une ville fictive peuplée de nombreux super-héros. Acclamée par la critique (qui salue l'écriture humaniste de Busiek), la série devient très vite culte. Si Busiek interrompt régulièrement sa parution (en raison d'un planning surchargé ou de problèmes de santé), il continue à l'animer avec ses deux compères et ce, au fil des années'.

### La suite de sa carrière
S'éloignant progressivement de Marvel, Busiek collabore à plusieurs reprises avec DC Comics, notamment pour la saga Superman : Identité Secrète ou pour des séries comme Action Comics ou Trinity. Dernièrement, il a repris le comics de Conan chez Dark Horse Comics et continue à animer Astro City, série qui a été achetée par un producteur hollywoodien en vue d'une éventuelle adaptation'.

## Publications
- Arrowsmith, mini-série en creator-owned dessinée par Carlos Pacheco et publiée aux États-Unis par Wildstorm
- Astro City. Traduit en France par Semic.
- Avengers Vol.3, avec George Perez. Traduit en France par Panini.
- Conan, série Dark Horse Comics, dessinée par Cary Nord et traduite par Soleil
- Hunter's Moon, histoire courte dessinée par Gérald Parel, publié dans Métal hurlant 134 des Humanoïdes Associés
- Iron Lantern 1, one-shot dans le cadre d'Amalgam, publié dans Marvel Crossover 9 de  Panini.
- Iron Man. Traduit en France par Panini.
- JLA/Avengers, un crossover entre les personnages des compagnies DC Comics et Marvel Comics dessiné par George Perez.
- Justice League of America, traduit par Aredit dans la revue La Ligue de Justice
- Marvels
- Redhand, série de bande dessinée franco-belge, dessinée par Mario Alberti et publiée par les Humanoïdes Associés
- ShockRockets, mini-série en creator-owned de 6 épisodes chez Gorilla/Image Comics à base de vaisseaux de combats mais aussi aventure humaine très réussie. Dessinée par Stuart Immonen.
- Spider-Man
- Superman : Identité Secrète" ("Secret Identity" en V.O.), mini-série DC Comics dessinée par Stuart Immonen
- Batman : Créature de la nuit dessiné par John Paul Leon.
- Superstar, publié par Gorilla/Image Comics et dessiné par Stuart Immonen
- Thunderbolts
- Velocity, série Top Cow, traduite dans Titans

## Récompenses
- 1994 : Prix Eisner de la meilleure mini-série pour Marvels (avec Alex Ross)
- 1994 : Prix Harvey de la meilleure série pour Marvels (avec Alex Ross)
- 1995 : Prix Harvey (avec Alex Ross) du meilleur épisode pour Marvels no 4 ; du meilleur album reprenant du matériel auparavant sorti pour Marvels
- 1996 : Prix Eisner (avec Brent Anderson) du meilleur numéro (Best Single Issue) pour Astro City no 4 : Safeguards et de la meilleure nouvelle série pour Astro City
- 1996 : Prix Harvey (avec Brent Anderson) de la meilleure nouvelle série pour Astro City ; du meilleur épisode pour Kurt Busiek's Astro City no 1
- 1997 : Prix Eisner (avec Brent Anderson et Will Blyberg) de la meilleure série pour Astro City et du meilleur numéro (Best Single Issue) pour Astro City vol. II no 1 : Welcome to Astro City
- 1997 : Prix Harvey du meilleur album reprenant du matériel auparavant publié pour Astro City: Life in the Big City (avec Brent Anderson)
- 1998 : Prix Eisner (avec Brent Anderson et Will Blyberg) de la meilleure série pour Astro City, du meilleur numéro (Best Single Issue) pour Astro City vol. II no 10 : Show’Em All et de la meilleure histoire à suivre pour Confession (Astro City vol. II no 4-9) ;
- 1998 : Prix Harvey du meilleur scénariste pour l'ensemble de ses travaux en 1997 ; de la meilleure série pour Astro City (avec Brent Anderson)
- 1999 : Prix Eisner du meilleur scénariste pour Astro City
- 2004 : Prix Eisner du meilleur numéro ou one-shot (Best Single Issue or One-Shot) pour Conan The Legend no 0 (avec Cary Nord)
- 2010 : Prix Inkpot